# Лава (озеро, Орегон)
Лава (англ. Lava) — небольшое озеро, расположенное в Каскадных горах на территории американского штата Орегон в 40 км к юго-западу от города Бенд. Объём воды — 0,0089 км³. Площадь поверхности — 1,49 км². Высота над уровнем моря — 1440 м.
Озёра Лава, Литл-Лава и прочие расположенные неподалёку водоёмы образовались после того, как потоки лавы, извергшиеся из вулкана Бачелор, свели к минимуму поверхностный дренаж местных вод. Застывшие лавовые потоки и сегодня видны вдоль береговых линий озёр. Обширная растительность вдоль прибрежных участков и значительный слой ила на дне, толщина которого, по свидетельствам водолазов, достигает до 1,5 метров, свидетельствуют о достаточно большом возрасте озера Лава.